# Saint-Victor (Ardèche)
Saint-Victor – miejscowość i gmina we Francji, w regionie Owernia-Rodan-Alpy, w departamencie Ardèche.
Według danych na rok 1990 gminę zamieszkiwało 821 osób, a gęstość zaludnienia wynosiła 26 osób/km² (wśród 2880 gmin regionu Rodan-Alpy Saint-Victor plasuje się na 891. miejscu pod względem liczby ludności, natomiast pod względem powierzchni na miejscu 192.).